# The Game (퀸의 음반)
《The Game》은 영국의 록 밴드 퀸의 여덟 번째 스튜디오 음반이다. 1980년 6월 30일, 영국의 EMI 레코드와 미국의 엘렉트라 레코드에 의해 발매되었다. 《The Game》은 전작인 《Jazz》 (1978년)와는 다른 사운드를 특징으로 한다. 《The Game》은 신시사이저를 사용한 최초의 퀸 음반이다.
비평적이고 상업적인 성공으로, 《The Game》은 미국에서 1위에 오른 유일한 퀸 음반이 되었고, 또한 《News of the World》의 판매량과 함께 현재까지 4백만 장이 팔리며 미국에서 가장 많이 팔린 스튜디오 음반이 되었다. 이 음반의 주목할 만한 곡들은 베이스가 주도하는 〈Another One Bites the Dust〉와 로큰롤 〈Crazy Little Thing Called Love〉가 있으며, 이 두 곡 모두 미국에서 1위에 올랐다. 2003년 5월 돌비 5.1 서라운드 사운드와 DTS 5.1을 통해 DVD 오디오로 재발행되었다. 5.1 믹스의 〈Coming Soon〉은 음반을 5.1로 믹싱할 때 최종 마스터 테이프를 찾을 수 없었기 때문에 대체 백 트랙을 특징으로 한다.

## 커버 아트
EMI CD 커버의 사진은 오리지널 LP 및 카세트 발매에 사용된 사진과 다르다. 할리우드 CD에는 원본 사진이 남아 있다. 원본 사진(로저 테일러는 팔짱을 끼고 브라이언 메이는 노출된 엉덩이에 손을 얹고 있지 않음)은 기사에 나와 있다. 이 대체 사진은 1998년에 발매된 《The Crown Jewels》 박스 세트의 음반 커버와 2003년에 발매된 음반의 DTS DVD 오디오 에디션에도 사용되었다.

## 평가
| 평가 점수                     | 평가 점수 |
| 출처                          | 점수      |
| ----------------------------- | --------- |
| AllMusic                      | [ 2 ]     |
| Chicago Tribune               | [ 5 ]     |
| Encyclopedia of Popular Music | [ 6 ]     |
| The Guardian                  | [ 7 ]     |
| Record Mirror                 | [ 8 ]     |
| The Rolling Stone Album Guide | [ 9 ]     |
| Smash Hits                    | 3/10      |
| Uncut                         | [ 11 ]    |

《레코드 미러》는 현대 리뷰에서 "레드 제플린 이후 그리고 스콜피언스 이전에도 퀸은 내가 보거나 들어본 밴드 중 가장 신나는 밴드입니다. 그리고 저는 양질의 음악을 사랑하는 모든 사람들이 동의할 것이라고 확신합니다." 《롤링 스톤》은 "'애국가'가 아닌 노래가 있는 퀸 음반을 듣는 것이 좋다"고 느꼈지만, "이 사람들은 이 음악이 어떻게 들리고 느껴져야 하는지 알고 있지만, 그들은 그것에 적응하기 위해 충분히 구부릴 수 없다"고 의견을 제시했다. 《워싱턴 포스트》는 "5년 동안 도전적이지 않고 우울한 음반을 낸 후, 이것은 퀸의 컴백이 될 예정이었습니다. 하지만 그런 행운은 없습니다." 《스매시 히츠》의 스티브 테일러는 "퀸의 평소 교향곡 및 합창 아레나 록의 두 조각 사이에 완전히 독창적이지 않은 곡물로 채워진 모래"를 쓰면서 똑같이 무시했다.

## 곡 목록
언급하지 않는 한 모든 리드 보컬은 프레디 머큐리이다.
| #  | 제목                               | 작사·작곡     | 재생 시간 |
| -- | ---------------------------------- | ------------- | --------- |
| 1. | 〈Play the Game〉                  | 프레디 머큐리 | 3:43      |
| 2. | 〈Dragon Attack〉                  | 브라이언 메이 | 4:18      |
| 3. | 〈Another One Bites the Dust〉     | 존 디콘       | 3:35      |
| 4. | 〈Need Your Loving Tonight〉       | 디콘          | 2:50      |
| 5. | 〈Crazy Little Thing Called Love〉 | 머큐리        | 2:42      |

| #  | 제목                       | 작사·작곡   | 리드 보컬             | 재생 시간 |
| -- | -------------------------- | ----------- | --------------------- | --------- |
| 1. | 〈Rock It (Prime Jive)〉   | 로저 테일러 | 로저 테일러, 머큐리   | 4:33      |
| 2. | 〈Don't Try Suicide〉      | 머큐리      |                       | 3:52      |
| 3. | 〈Sail Away Sweet Sister〉 | 메이        | 브라이언 메이, 머큐리 | 3:33      |
| 4. | 〈Coming Soon〉            | 테일러      | 머큐리, 테일러        | 2:51      |
| 5. | 〈Save Me〉                | 메이        |                       | 3:48      |

## 인증
| 국가                                                                                         | 인증        | 판매량/출하량 |
| -------------------------------------------------------------------------------------------- | ----------- | ------------- |
| 아르헨티나 (CAPIF)                                                                           | 2× 플래티넘 | 120,000^      |
| 오스트리아 (IFPI 오스트리아)                                                                 | 골드        | 25,000*       |
| 브라질                                                                                       | —           | 130,000       |
| 캐나다                                                                                       | —           | 500,000       |
| 덴마크 (IFPI Danmark) original release                                                       | 실버        | 25,000        |
| 덴마크 (IFPI Danmark) reissue                                                                | 골드        | 10,000        |
| 독일 (BVMI)                                                                                  | 골드        | 250,000^      |
| 이탈리아 (FIMI) sales since 2009                                                             | 골드        | 25,000        |
| 네덜란드 (NVPI)                                                                              | 골드        | 50,000^       |
| 뉴질랜드 (RMNZ)                                                                              | 골드        | 7,500^        |
| 폴란드 (ZPAV) 2008 Agora SA album reissue                                                    | 플래티넘    | 20,000*       |
| 스페인 (PROMUSICAE)                                                                          | 골드        | 50,000^       |
| 영국 (BPI)                                                                                   | 골드        | 100,000^      |
| 미국 (RIAA)                                                                                  | 4× 플래티넘 | 4,000,000^    |
| *판매량을 기반으로 한 인증 · ^출하량을 기반으로 한 인증 · 판매량+스트리밍을 기반으로 한 인증 |             |               |